# Kashk o bademjan

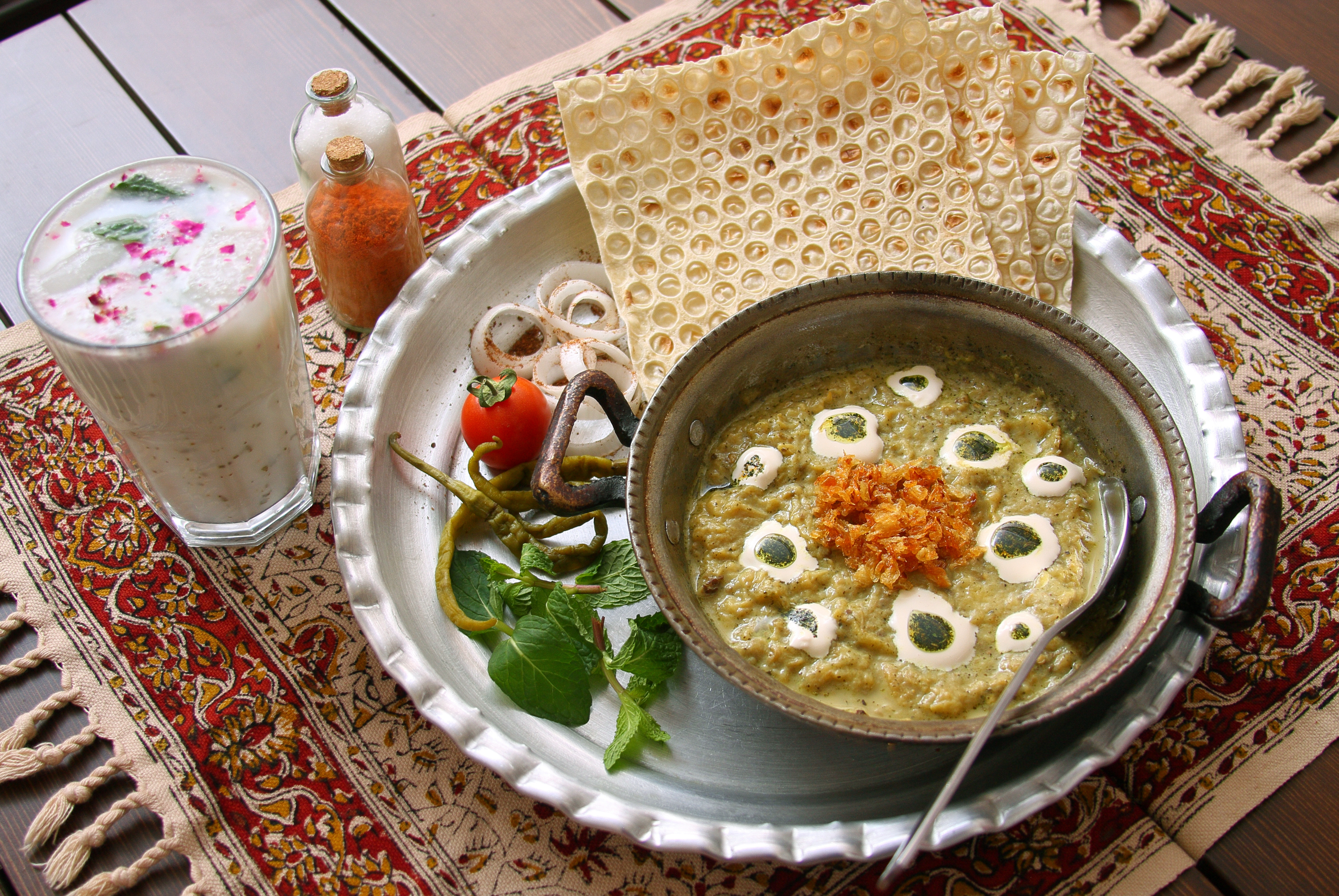
Kashk e Baademjaan

Kashk o bademjan (Persian: کشک و بادمجان) hay kashk-e bademjan (Persian: کشک بادنجان) là một món ăn của Iran, khi dịch theo nghĩa đen trong tiếng Ba Tư sẽ là "kashk và cà tím". Đây có thể coi như món ăn khai vị hoặc món chính. Món ăn này có nhiều cách chế biến khác nhau, chẳng hạn như bao gồm hành tây caramel hóa, các loại hạt rang, thảo mộc và gia vị.
Tên của món ăn này có nhiều cách viết khác nhau, ví dụ như: kashk-e bademjan (phản ánh tiếng Ba Tư trong văn học Iran), kashk e badamjan (tương tự như tiếng Ba Tư Afghanistan hoặc Dari), kashk-e bademjoon (ám chỉ âm giọng thông tục của Iran) và kashk bademjan.